# 侯一博
侯一博（1991年7月23日—），中国女子手球运动员，效力于北京队。她代表中国国家队参加了2013年世界女子手球锦标赛，最终获得第18名。她也参加了2014年亚洲运动会女子手球比赛，未能获得奖牌。